# Vlag van Koejavië-Pommeren

Vlag van Koejavië-Pommeren (ratio 5:8)

De vlag van Koejavië-Pommeren bestaat uit drie horizontale banden in de kleuren rood (boven), wit en zwart, waarbij de witte baan tweemaal zo breed is als elk van de twee andere banen.
De vlag is officieel aangenomen op 10 juli 2000, en is ontworpen door Lech Tadeusz Karczewski.